# Tulio Demicheli
Armando Bartolomé Demicheli, detto Tulio (Buenos Aires, 15 agosto 1914 – Madrid, 25 maggio 1992), è stato un regista cinematografico e sceneggiatore argentino.

## Biografia
Fra gli anni quaranta e anni ottanta dirige oltre cinquanta film, scrivendo la sceneggiatura di oltre sessanta.
Fra i suoi pseudonimi: S. Aycardi, Tullio De Micheli, Tulio Demicelli, Tullio Demicheli, Tulio Demichelli e Tulio de Micheli.

## Filmografia parziale

### Regista e sceneggiatore
- Duello implacabile (1959)
- Da 077: Intrigo a Lisbona (Misión Lisboa), co-regia di Federico Aicardi (1965)
- Un uomo e una colt (1967)
- Arriva Sabata!... (1970)
- El misterio Eva Perón – documentario (1987)

### Regista
- Diabólico asesino (1959)
- Il figlio del capitan Blood (El hijo del capitán Blood) (1962)
- La banda degli otto (1962)
- Sfida a Rio Bravo (1964)
- La prima avventura (1965)
- Il nostro uomo a Casablanca (Nuestro agente en Casablanca) (1966)
- Quel nostro grande amore (1966)
- Operazione terrore, co-regia con Hugo Fregonese e Eberhard Meichsner (1970)
- I due volti della paura (Coartada en disco rojo) (1972)
- Tequila! (Uno, dos, tres... dispara otra vez) (1973)
- Un tipo con una faccia strana ti cerca per ucciderti (1974)
- 400.000 dollari sull'asso di cuori (1975)
- La llamada del sexo (1978)
- Los renglones torcidos de Dios (1983)

### Sceneggiatore
- Anche gli angeli mangiano fagioli, regia di Enzo Barboni (1973)
- Per amare Ofelia, regia di Flavio Mogherini (1974)